# Chrząstkowiec
Chrząstkowiec (Polycnemum L.) – rodzaj roślin zielnych zaliczany w zależności od ujęcia systematycznego do rodziny komosowatych lub szarłatowatych. Należy do niego 6 gatunków. Zasięg rodzaju obejmuje północno-zachodnią Afrykę, południową i środkową Europę, rejon Azji Mniejszej i Kaukazu na wschodzie sięga zaś po Azję Środkową (włącznie z chińskim regionem Sinciang). W Europie rosną cztery gatunki. W Polsce chrząstkowiec polny P. arvense uznawany jest za być może rodzimy, natomiast dwa inne za introdukowane i zadomowione – chrząstkowiec Heuffela P. heuffelii i chrząstkowiec większy P. majus. Rośliny z tego rodzaju introdukowane rosną także w Ameryce Północnej i północnej Europie.
Nazwa naukowa rodzaju utworzona została z greckich słów poly – „liczny” i kneme – „ramię” w nawiązaniu do licznych i rozesłanych łodyg przypominających szprychy koła.

## Morfologia

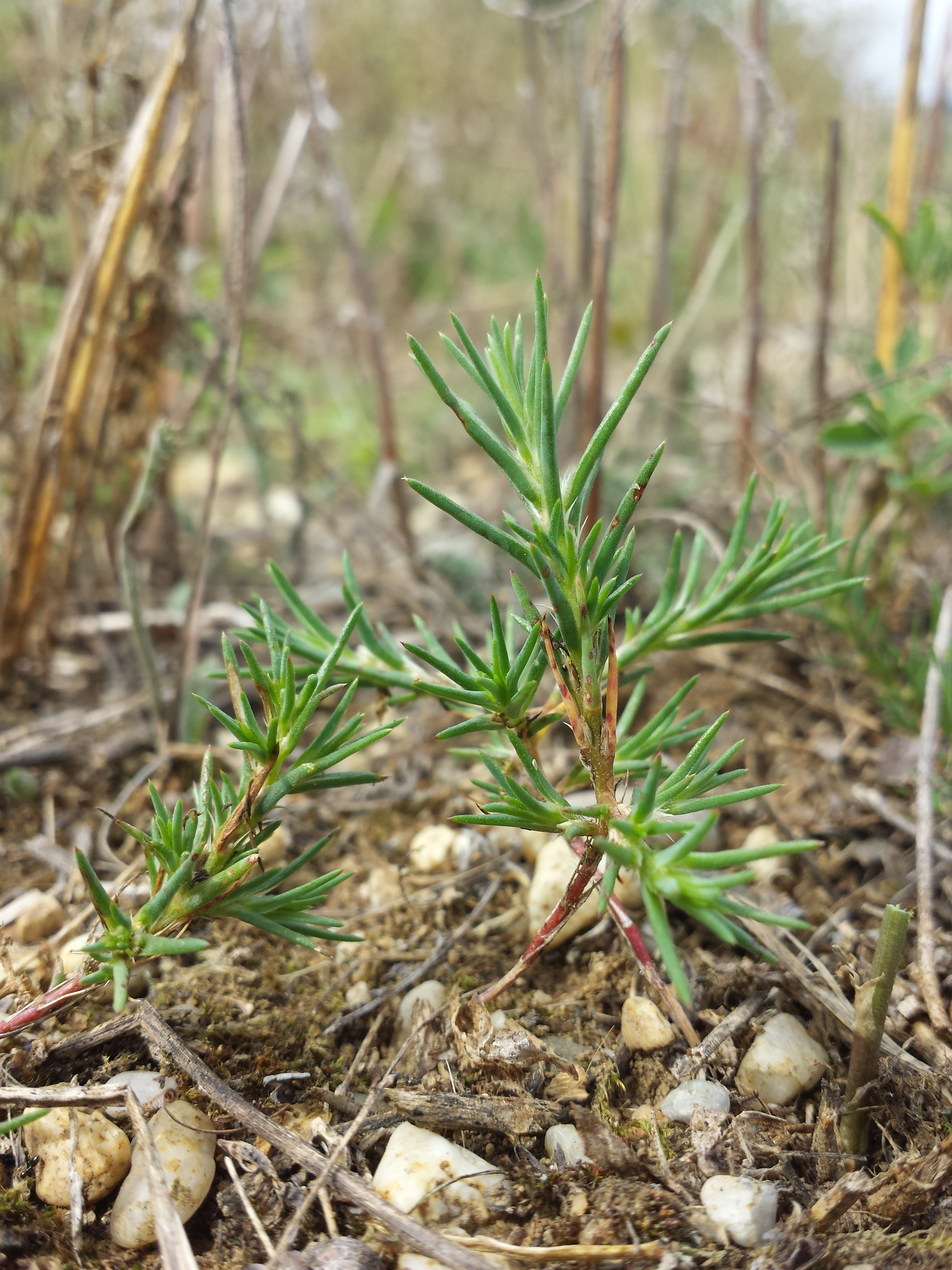
Chrząstkowiec większy

PokrójRośliny jednoroczne o pędach rozesłanych lub wzniesionych, nagich lub owłosionych, o łodygach u nasady zwykle gęsto rozgałęzionych, często brodawkowanych.
LiścieDolne naprzeciwległe, górne skrętoległe, wszystkie siedzące. Blaszka u nasady rozszerzona i obłoniona, poza tym szydlasta, trójkanciasta, nitkowata i równowąska, na szczycie zaostrzona lub kolczasta, miękka lub sztywna.
KwiatyObupłciowe, wyrastają pojedynczo w kątach podobnych do liści przysadek. Wsparte są dodatkowo dwoma błoniastymi podkwiatkami kształtu jajowatolancetowatego. Okwiat zredukowany do jednego okółka składającego się 5 błoniastych, jajowatopodługowatych i zaostrzonych listków. Pręciki najczęściej w liczbie 3 (rzadziej 1 lub 5), zrośnięte u nasady w pierścień. Zalążnia spłaszczona, zwieńczona jest krótką, dwudzielną szyjką słupka z dwoma  znamionami.
OwoceZ owocnią błoniastą lub nieco mięsistą i białawą, elipsoidalny, na szczycie ucięty i z krótkim dzióbkiem. Nasiona są elipsoidalne i w owocu ustawione pionowo. Łupina brązowoczarna i brodawkowana.
Rodzaje podobneRośliny bywają mylone z młodymi okazami solanek Salsola.

## Systematyka
Pozycja systematyczna
Rodzaj należy do plemienia Polycnemeae i podrodziny Polycnemoideae tradycyjnie włączanej do rodziny komosowatych Chenopodiaceae. Ponieważ podrodzina Polycnemoideae w części analiz filogenetycznych okazała się zajmować pozycję bazalną dla komosowatych i szarłatowatych lub siostrzaną względem wąsko ujmowanych szarłatowatych, w systemach współczesnych publikowanych przez Angiosperm Phylogeny Group dominuje szerokie ujęcie szarłatowatych i rodzaj Polycnemum jest do nich włączany.
Gatunki flory Polski
- Polycnemum arvense L. – chrząstkowiec polny, ch. pospolity
- Polycnemum fontanesii Durieu & Moq.
- Polycnemum heuffelii Láng – chrząstkowiec Heuffela
- Polycnemum majus A.Braun ex Bogenh. – chrząstkowiec większy
- Polycnemum perenne Litv.
- Polycnemum verrucosum Láng